# Glušca (Foča, BiH)
Glušca su naseljeno mjesto u općini Foča, Republika Srpska, BiH. Daytonskim sporazumom naselje se našlo u dva entiteta, pa u Federaciji BiH postoji naselje Glušca (Foča-Ustikolina, BiH).
Godine 1962. Glušcima su pripojena naselja Crneta i Vojvodići, koja su ukinuta (Sl.list NRBiH, br.47/62).
Glušca pripadaju fočanskim selima koja od 2000. pa do danas nemaju električne struje.

## Stanovništvo
| Narod     | Popis 1961. | Popis 1971. | Popis 1981. | Popis 1991. | Popis 2013. |
| --------- | ----------- | ----------- | ----------- | ----------- | ----------- |
| Hrvati    |             |             |             |             |             |
| Muslimani |             | 49          | 47          | 24          |             |
| Srbi      | 91          | 93          | 26          | 10          |             |
| ostali    |             |             |             |             |             |
| Ukupno    | 91          | 142         | 73          | 34          | 5           |